# Parti social-démocrate (Taïwan)
Le Parti social-démocrate (en chinois : 社會民主黨 ; abrégé en SDP) est un parti politique taïwanais créé le 29 mars 2015 par Mouvement Tournesol des Étudiants en 2014. Il se revendique en règle générale du modèle ouest et nord-européen de la social-démocratie. Parti indépendantiste soutenant l'indépendance de Taïwan,,.

## Historique
Cette formation politique nait après le Mouvement Tournesol des Étudiants de 2014, qui protestait contre l'accord de libre-échange sino-taïwanais signé par le KMT. Ce parti se revendique comme une alternative aux coalitions pan-bleue et pan-verte qui dominaient déjà le paysage politique du pays,,.
Les fondateurs du parti sont issus du mouvement féministe et LGBTQ et se donne pour ambition d'introduire le modèle scandinave d'État Providence.
Lors des élections générales de 2016, le parti forme une coalition avec le  Parti vert de Taïwan,, faisant campagne pour la protection environnementale, l’abolition de la peine capitale et la redistribution du capital. Avec un électorat principalement urbain, la coalition recueille 2,5% des votes, soit moins du seuil de 5% pour obtenir des sièges, puis cette même coalition s'est dissoute.
Lors des élections générales de 2024, une partie des candidats du SDP s'allieront avec le DPP.

## Résultats électoraux

### Élections législatives
| Année | Voix    | %    | Sièges  | Gouvernement |
| ----- | ------- | ---- | ------- | ------------ |
| 2016  | 308 106 | 2,53 | 0 / 113 | Opposition   |